# Ліпатов Ростислав Федорович
Ростисла́в Фе́дорович Ліпа́тов (16 грудня 1916 , Харків, Харківська губернія, Російська імперія  — 29 листопада 1983 , Київ, Українська РСР, СРСР ) — український графік, лауреат Державної премії УРСР імені Тараса Шевченка (1983), член Спілки художників України.

## Біографія
Народився 16 грудня 1916 року у м. Харкові.
Освіту він здобув у Харківському художньому інституті (1930—1934), а у 1939 році закінчиа факультет художньо-технічного оформлення поліграфічної продукції Українського поліграфічного інституту (м. Харків).
Протягом 1952—1959 років обіймав посаду заступника директора, а у 1959—1979 років — головного художника видавництва «Молодь»
З лютого 1980 року досвоєї смерті у 1983 році був завідувачеи редакції дослідно-експериментальних зразків книжкової продукції Держкомвидаву УРСР.

## Творча діяльність
Основна діяльність Ростислава Ліпатова була пов'язана з книжковою графікою. Він займався впровадженям нових принципів конструювання та оформлення видань.
Оформлення книг:
- Турсун-заде М. Вірші про Індію. — К., 1950.
- Рильський М. Поезії. — К., 1951.
- Маркс К. Капітал. — К., 1982.
- Маркс К. Громадянська війна у Франції. — К., 1982.
- Димитров Г. І все-таки вона крутиться!.. — К., 1982.

## Нагороди
- Державна Премія УРСР імені Тараса Шевченка «за впровадження нових принципів конструювання, оформлення творів класиків марксизму-ленінізму та видатних діячів комуністичного і робітничого руху (К. Маркса „Капітал“, „Громадянська війна у Франції“; Г. Димитрова „І все-таки вона крутиться!..“)» (1983) (разом з Володимиром Бойком Євгеном Матвєєвим, Геннадієм Кузнєцовим, Юрієм Новіковим, Михайлом Шевченком, Анатолієм Зубцем, Миколою Хоменком)[1]